# Anna Gramza-Michałowska
Anna Gramza-Michałowska – polska inżynier, profesor nauk rolniczych.

## Życiorys
W 1998 r. ukończyła studia w Akademii Rolniczej im. Augusta Cieszkowskiego w Poznaniu, w 2003 r. obroniła pracę doktorską, w 2012 r. habilitowała się na podstawie pracy zatytułowanej Badania nad potencjałem przeciwutleniającym ekstraktów z liści herbaty Camellia sinensis i ich wykorzystaniem do kształtowania trwałości tłuszczów. W 2017 r. uzyskała tytuł profesora nauk rolniczych.
Została pracownikiem naukowym na Uniwersytecie Przyrodniczym w Poznaniu, oraz jest członkiem Sekcji Żywienia Człowieka i Sekcji Technologii Żywności, Komitetu Nauk o Żywności i Żywieniu PAN.